# Sukaraja (Sukaraja, Bogor)
Sukaraja is een bestuurslaag in het regentschap Bogor van de provincie West-Java, Indonesië. Sukaraja telt 8399 inwoners (volkstelling 2010).